# یوکی کوریاما
یوکی کوریاما (ژاپنی: 栗山 裕貴؛ زادهٔ ۱۵ سپتامبر ۱۹۸۸) یک بازیکن فوتبال اهل ژاپن است.
از باشگاه‌هایی که در آن بازی کرده‌است می‌توان به باشگاه فوتبال ساگان توسو اشاره کرد.